# Ашраф-шах
Мир Ашраф-шах Хотаки (1700) — (1730) — четвёртый эмир Кандагара (1725) — (1730), второй шах Ирана из афганской династии Хотаки (1725—1729), сын второго кандагарского эмира Мир Абд ул-Азиз-шаха Хотаки (1715—1717), двоюродный брат и преемник Мир Махмуд-шаха Хотаки.

## Биография
В 1720-1722 годах Мир Ашраф участвовал в военных походах своего двоюродного брата, кандагарского эмира Мир Махмуд-шаха Хотаки, на Персию.
В апреле 1725 года Мир Ашраф организовал в Исфахане заговор против двоюродного брата Мир Махмуд-шаха, который был свергнут с престола и убит. Мир Ашраф-шах провозгласил себя новым шахом Персии. Он был более тонким политиком, чем Мир Махмуд-шах, и понимал, что нельзя укрепить свою власть над Ираном, пользуясь поддержкой одних афганских племен. Мир Ашраф-шах установил дисциплину в своей армии, прекратил грабежи и насилия над местным персидским населением, старался привлечь на свою сторону иранскую знать.
В 1726 году персидский шах Мир Ашраф-шах во главе афганской армии выступил против турок-османов, которые к этому времени захватили весь Северо-Западный Иран с городами Казвин, Тебриз и Хамадан. После ряда сражений Ашраф-шах смог остановить продвижение турецкой армии на Исфахан. В сентябре 1727 года Мир Ашраф-шах заключил мирный договор с Османской империей, по условиям которого Порта получила Азербайджан, Курдистан, Хузистан, а также часть Центрального Ирана с Зенджаном и Тегераном.
Персидский шах Мир Ашраф-шах, контролируя значительную часть Ирана, далеко не везде чувствовал себя хозяином. На севере Ирана, в Мазандаране, укрепился сефевидский принц Тахмасп II, сын Хусейна, объявивший себя ещё в 1722 году новым шахом. Осенью 1726 года при приближении турецкой армии к Исфахану Мир Ашраф-шах приказал умертвить пленного иранского шаха Хусейна, отца Тахмаспа. В 1726 году на службу к молодому шаху Тахмаспу в Мазандаран прибыл талантливый военачальник Надир-хан с большим военным отрядом. Надир-хан был назначен Тахмаспом главнокомандующим армии и начал успешную борьбу за объединение государства. Надир-хан подчинил Систан, Хорасан и совершил успешный поход на Герат.
Военные успехи Надир-хана встревожили афганского правителя Мир Ашраф-шаха. В августе 1729 года Мир Ашраф во главе 50-тысячной афганской армии выступил из Исфахана в поход на север.
29 сентября 1729 года в битве под Дамганом 25-тысячная иранская армия под предводительством Надир-хана разгромила превосходящие силы Мир Ашрафа, который потерял убитыми до 12 тысяч человек. Афганцы были разгромлены и отступили в Исфахан. Надир-хан стал преследовать отступающего противника и 29 ноября нанёс ему второе поражение в битве у селения Мурчехурт. Мир Ашраф-шах оставил Исфахан и отступил в Шираз. Тахмасп II вступил в иранскую столицу и был возведен на шахский престол. В декабре Надир-хан, оставив шаха в столице, с армией двинулся в поход на Фарс, чтобы довершить разгром афганцев. В битве под Ширазом Мир Ашраф-шах потерпел окончательное поражение от Надира и бежал вначале в Лар, а затем в Белуджистан. В начале 1730 года Мир Ашраф-шах был убит одним из белуджистанских ханов.